# روبرت هنري غولدزبوروغ
روبرت هنري غولدزبوروغ هو سياسي أمريكي، ولد في 4 يناير 1779 في ايستون في الولايات المتحدة، وتوفي بنفس المكان في 5 أكتوبر 1836. نشط حزبياً في الحزب الفيدرالي الأمريكي.

## مناصب
- انتخب عضو مجلس الشيوخ الأمريكي [الإنجليزية]‏ عن دائرة Maryland Class 3 senate seat ‏ وقد انضم خلال فترته النيابية [الإنجليزية]‏ (4 مارس 1835 – 5 أكتوبر 1836) للكتلة البرلمانية حزب الأحرار البريطاني.
- انتخب عضو مجلس الشيوخ الأمريكي [الإنجليزية]‏ عن دائرة Maryland Class 3 senate seat ‏ خلال فترته النيابية [الإنجليزية]‏ (13 يناير 1835 – 4 مارس 1835).
- انتخب عضو مجلس الشيوخ الأمريكي [الإنجليزية]‏ عن دائرة Maryland Class 3 senate seat ‏ وقد انضم خلال فترته النيابية [الإنجليزية]‏ (4 مارس 1817 – 4 مارس 1819) للكتلة البرلمانية الحزب الفيدرالي الأمريكي.
- انتخب عضو مجلس الشيوخ الأمريكي [الإنجليزية]‏ عن دائرة Maryland Class 3 senate seat ‏ وقد انضم خلال فترته النيابية [الإنجليزية]‏ (4 مارس 1815 – 4 مارس 1817) للكتلة البرلمانية الحزب الفيدرالي الأمريكي.
- انتخب عضو مجلس الشيوخ الأمريكي [الإنجليزية]‏ عن دائرة Maryland Class 3 senate seat ‏ وقد انضم خلال فترته النيابية [الإنجليزية]‏ (21 مايو 1813 – 4 مارس 1815) للكتلة البرلمانية الحزب الفيدرالي الأمريكي.
- انتخب عضو مجلس النواب لولاية ماريلند  [لغات أخرى]‏.
- انتخب عضو مجلس الشيوخ الأمريكي [الإنجليزية]‏.